# Edmund Morel (ingénieur ferroviaire)
Pour les articles homonymes, voir Edmund Morel et Morel.
Edmund Morel, né le 17 novembre 1840 à Londres et décédé de la tuberculose à l'âge de 30 ans le 5 novembre 1871 à Yokohama, est un ingénieur civil britannique qui travaille à la construction de chemin de fer dans de nombreux pays comme l'Australie, la Nouvelle-Zélande ou encore le Japon. Il est le premier ingénieur en chef étranger (conseiller étranger) embauché par le gouvernement japonais pendant l'ère Meiji pour guider et superviser la construction des premiers chemins de fer du pays.

## Biographie
Morel est né à Londres le 17 novembre 1840 (bien que 1841 soit inscrit sur sa pierre tombale). Il étudie l'ingénierie civile au King's College de Londres.
Dans les années 1860, Morel travaille dans le protectorat britannique du Bornéo du Nord (actuelle Malaisie) à la construction d'un système ferroviaire, et vit sur l'île de Labuan, lorsqu'il est invité au Japon par le diplomate britannique Harry Smith Parkes. Durant sa courte affectation dans ce pays, il fait d'importantes suggestions au gouvernement japonais sur l'administration et l'éducation. Suivant ses conseils, le gouvernement crée le ministère des Travaux publics en décembre 1870. La fonction principale du nouveau ministère est d'introduire la technologie étrangère dans le pays. Morel conçoit le premier chemin de fer japonais, reliant l'ancienne gare de Shimbashi de Tokyo avec la gare de Sakuragichō de Yokohama. Les locomotives et les rails sont importées d'Angleterre. Par le biais de discussions avec Itō Hirobumi et Shigenobu Ōkuma, Morel insiste sur le fait que le Japon doit intégrer l'industrie et la technologie étrangères pour pouvoir construire par lui-même ses propres chemins de fer à l'avenir et, toujours par le biais de ces discussions, l'écartement des rails standard de 1,067 m est établi. Lorsque le mauvais temps empêche de poursuivre les travaux ferroviaires, Morel invite les ingénieurs et géomètres japonais dans sa maison pour des conférences.
Morel souffrait de la tuberculose avant son arrivée au Japon, et comme son état empirait, il démissionne de son poste avec l'intention d'aller en Inde et reçoit une récompense de 5 000 yens de la part du gouvernement japonais, une somme importante à l'époque. Cependant, il meurt à Yokohama le 5 novembre 1871, peu de temps avant les cérémonies d'ouverture des chemins de fer qu'il a aidé à construire. Sa tombe au cimetière étranger de Yokohama est désignée comme "mémorial des chemins de fer nationaux". Un buste en bronze à l'extérieur de la gare de Sakuragichō honore son travail au Japon. Sa concubine japonaise se suicida 12 heures après la mort de Morel et est enterrée à ses côtés.